# 알파-케토아디프산
α-케토아디프산(영어: α-ketoadipic acid) 또는 2-옥소아디프산(영어: 2-oxoadipic acid)은 라이신과 트립토판의 이화대사 과정에서의 대사 중간생성물이다. α-케토아디프산은 호모아이오시트르산 탈수소효소에 의해 (1R,2S)-1-하이드록시뷰테인-1,2,4-트라이카복실산으로부터 생성될 수 있다.

## 같이 보기
- 호모아이소시트르산 탈수소효소